# Papá Goriot
Papá Goriot (Le Père Goriot, también traducido al castellano como El padre Goriot o El tío Goriot) es una novela del escritor francés Honoré de Balzac escrita en 1834 para la Revue de Paris y publicada en 1835 en forma de libro. Considerada una de las obras más importantes del autor, forma parte de las Escenas de la vida privada de la Comedia humana. En ella se analiza la naturaleza de la familia, el matrimonio, la estratificación y la corrupción en la sociedad parisina durante la Restauración francesa a partir del drama vivido por personajes como papá Goriot —el hombre que vive en la miseria y rechazado por sus hijas luego de haber sacrificado todo por ellas—, Eugène Rastignac —el joven cándido y ambicioso que aspira a formar parte de la  alta sociedad—, los otros pensionistas en la casa Vauquer y damas de la alta sociedad como la señora de Bauseánt o las hijas de Goriot.

## Resumen
La novela se desarrolla en París durante el siglo XIX, más exactamente en el año 1819. 
En una humilde pensión, perteneciente a la viuda Vauquer, viven ocho inquilinos. Entre los pensionistas se destacan Eugène de Rastignac, estudiante de derecho; el señor Goriot, un ex fabricante de pastas, ahora venido a menos, es centro de las burlas del resto de los inquilinos, quienes lo llaman "papá" (perè en el original en francés) Goriot; y Vautrin, un enigmático personaje.
Rastignac es invitado a un baile en el barrio de Saint-Germain en la casa de la condesa de Beauséant, prima del joven, considerada una de las figuras más destacadas del mundo de la aristocracia parisina. Deslumbrado por aquella brillante concurrencia, opulencia y elegancia de la residencia, Eugène fijó sus ojos en la condesa Anastasie de Restaud, y se apresuró a trabar relaciones con aquella mujer dándose a conocer como primo de la señora Beauséant, siendo invitado por la condesa a su casa. Eugène se sintió lo suficientemente ambicioso como para encantar a aquella mujer e imaginó una serie de futuros goces que pasaría a su lado. 
Influido por haber conocido la suntuosa vida de la clase alta, Rastignac decide llegar a formar parte de la misma, viendo en la condesa de Restaud una posible vía para alcanzarla. Sin embargo, al visitarla, es echado de la casa luego de nombrar al "papá" Goriot. 
Cuando va a visitarla, la señora de Beauseant cuenta a su primo que Goriot es padre de la condesa. También le informa de la existencia de otra hija de Goriot, la baronesa Delphine de Nucingen, casada con un banquero. Entre ambas hijas recibieron de su padre más de un millón de francos, siendo ésa la razón por la cual él se encuentra en una situación económica tan frágil. Pese a esa gran ayuda, ninguna de las dos recibe a su progenitor en su casa, sino que lo rechazan. 
De Beauséant explica a su primo algunas de las costumbres de la clase alta y la manera de ascender a ella. Le propone que seduzca a de Nuncigen, utilizando los celos de esta hacia su hermana. De esa manera, Rastignac podrá hacerse conocer en las altas esferas de la sociedad parisina y comenzar a escalar socialmente. A Eugène le pareció buena idea.
Al enterarse de sus planes, Vautrin le ofrece a Rastignac una manera más sencilla de arribar a la alta sociedad (a cambio de una buena recompensa monetaria). Victorine (una joven que vive en la pensión) es pobre porque su rico padre gasta toda su fortuna en su hijo, a quien ve como su heredero. Vautrin propone a Eugène que enamore a Victorine; él encontrará la forma de deshacerse del hermano de la joven, haciendo que se bata a duelo; de esta manera Victorine se convertirá en la heredera. Rastignac niega en principio la oferta, aunque dudará de aceptarla en varias ocasiones.
Una noche en la ópera Eugène es presentado a la baronesa de Nuncigen. Ambos conversaron durante un largo rato e incluso hablaron sobre Goriot. Delphine se expresó con tristeza y amor acerca de su padre y culpó a su marido de no poder verle con regularidad. Eugène la invitó al baile de la vizcondesa y solicitó su permiso para visitarla.
Eugène confesó a Goriot estar enamorado de su hija Delphine y Goriot se llenó de emoción y esperanza, al ver la posibilidad de tener un yerno que verdaderamente amara a su hija y que a su vez, le permitiera ser el enlace para verla con mayor frecuencia. A partir de esa conversación, Goriot vio en su vecino a un confidente providencial, a un amigo entrañable. Consigue una casa para que su hija y Eugène puedan estar juntos. 
Entretanto, la joven Victorine se ha enamorado de Rastignac, por lo que Vautrin le cuenta a Eugène que su plan ya está en marcha, el duelo entre el hermano de Victorine y su amigo ya ha sido declarado. El joven intenta avisar del hecho al implicado, pero es embriagado por el hábil Vautrin. Al día siguiente la pensión se conmociona al enterarse de la muerte del hermano de Victorine, lo que provoca que ella sea ahora rica. Esto parece poner en un aprieto a Rastignac, quien debería hacer lo "pactado" con Vautrin y pagar su deuda. Sin embargo, ese mismo día la policía detiene a Vautrin, quien se llama en realidad Jacques Collin y es un criminal muy buscado.
Al día siguiente las dos hijas de Goriot van a la pensión para pedirle a su padre ayuda por diferentes problemas económicos. Él no sabe qué más hacer, ya había vendido todos sus bienes para complacer a sus hijas. Las dos hermanas se calumnian mutuamente provocando en Goriot un terrible enfado y mortificación. Luego de que sus hijas se marchan, el hombre cae víctima de una apoplejía. A partir de allí su estado empeorará. Eugène y Bianchon (un amigo del primero, estudiante de medicina) se turnan para cuidar al enfermo.
Pese a que Eugène les informa, ninguna de sus hijas visita a su padre agonizante, yendo ambas al baile organizado por Beauséant. En lo único que piensa Goriot durante su agonía es en sus hijas, a quienes anhelaba ver con insistencia. Era necesario prodigarle al viejo ciertos costos para darle una muerte digna, pero ninguno de los jóvenes tenía dinero; Rastignac pensó que podría pedirle dinero a sus yernos y sus hijas, pero se equivocó. Cuando Goriot escuchó que ninguna de sus hijas vendría, las maldijo y se lamentó de haber entregado toda su fortuna, pues de tenerla aún, estarían allí atendiendo a su moribundo padre que no ha hecho otra cosa que sacrificarse por ellas. Eugène le pidió a Bianchon que cuidara a Goriot mientras iba personalmente a buscar a las hijas. Asimismo, empeñó el reloj que le había regalado Delphine para pagar algunos de los gastos que requería el enfermo. La agonía fue larga y las hijas de Goriot nunca llegaron mientras él seguía consciente. Finalmente muere entre terrible sufrimiento.
A la mañana siguiente, ninguno de los dos yernos había respondido a la petición de Eugène de pagar los gastos de entierro. Rastignac se vio obligado a pagar el sacerdote, el ataúd más barato y los preparativos. Únicamente Rastignac y un empleado de la pensión, con dos empleados de la funeraria acompañaron al carruaje que conducía al féretro a la capilla. El estudiante buscó en vano a las dos hijas de Goriot o sus maridos.
A las seis de la tarde el cadáver de Goriot fue bajado a la fosa, alrededor de la cual se hallaban los criados de sus hijas, que desaparecieron con el clero en cuanto terminó la misa pagada por el estudiante. Eugène miró la tumba y sepultó en ella la última lágrima de hombre joven, avanzó hacia la parte alta del cementerio de donde se podía ver la ciudad entera y exclamó estas grandiosas palabras: “Ahora nos veremos las caras tú y yo”.

## Personajes
- Eugène de Rastignac: Es el protagonista de la novela. Vive en la pensión Vauquer. Un joven estudiante con grandes ambiciones pero con fuertes valores morales que lo detienen de alcanzar sus propósitos de forma ilícita.
- Papá Goriot: Hombre viudo de más de 60 años, padre de dos hijas que están casadas con un Barón y un Conde de la sociedad parisina. Sacrificado y entregado únicamente para los caprichos de sus hijas, entregó todo su capital para sus dotes y se redujo a la soledad y miseria. Hombre bueno y honrado. Solía ser un astuto vendedor de pastas que vivía de su pensión. Era el hazmerreír de los inquilinos de la pensión Vauquer.
- Vautrin: Personaje secundario de gran peso. Vive en la pensión Vauquer. Hombre de más de 40 años, robusto y de carácter impenetrable que representa el mayor crítico del contrato social. Es una especie de héroe antagonista que promulga varios discursos claves en la novela que cuestionan los valores del joven Eugène y de la sociedad en general. Solía ser delincuente, pero en el transcurso de la historia se revela como el administrador del capital de presidiario. De carácter fuerte y astuto, resulta difícil penetrar en sus pensamientos. Es también conocido como “el burlador de la muerte”.
- Delphine y Anastasie: Personajes secundarios. Hijas de Papá Goriot. Vanidosas y superfluas. Existe una fuerte rivalidad entre las hermanas y ambas exprimen económicamente a Papá Goriot hasta dejarlo sin nada.
- Señora de Bauseánt: Personaje secundario. Importante icono de la moda en la sociedad parisina. Prima lejana de Eugène. De sentimientos nobles y bondadosos, pero debe someterse a una paulatina esclavitud moral para ocultar sus debilidades sentimentales. Introduce a Eugène en la alta sociedad y se convierte en una mujer admirable para el joven.
- Señora Vauquer: Personaje secundario. Dueña de la pensión donde se desarrolla la historia. Mujer viuda y mayor de 50 años, negociante mezquina sin criterio moral.
- Srta. Michonneau: Personaje secundario. Vive en la pensión Vauquer. Una mujer arruinada física y económicamente, cuyo pasado pareciera haber sido bastante disoluto, y que ahora refugia su humillación viviendo pobremente. Se convierte en personaje clave de la historia de este grupo al denunciar y entregar a la policía al Sr. Vautrin, cuyo nombre verdadero es Jacques Collin.
- Sr. Poiret: Personaje secundario. Vive en la pensión Vauquer. Un personaje intrascendente que acompaña y cuida a la Srta. Michonneau.
- Srta. Victorine: Personaje secundario. Está enamorada de Eugène. Hija no aceptada de un acaudalado personaje. Vive junto a su tía en la pensión Vauquer. Su padre le niega la parte que le corresponde de su legado en beneficio de su otro hijo varón, por lo que la joven vive prácticamente en la miseria.

## Recepción
"Papá Goriot es un éxito apabullante. Los más encarnizados enemigos han caído de rodillas." Esto dice Balzac a Ewelina Hańska en una carta que le escribe en enero de 1835. El éxito de la novela se ve reflejado en que fue publicada tres veces en menos de seis meses: por primera vez en diciembre de 1834 en La Revista de París, en marzo de 1835 aparece por primera vez como libro y en mayo de ese mismo año es vuelta a editar. Es a partir de esta obra cuando Balzac se vuelve un autor reconocido y logra hacer dinero.

## Influencia
Papá Goriot fue escrita en 1834 y es considerada dentro de la corriente de realismo francés. Esta obra no sólo seduce por su trama, sino que sorprende por la lucidez y la capacidad de anticipación del autor. Balzac percibió la sociedad a través de los condicionamientos económicos, anticipándose a las teorías del materialismo histórico. El autor es consciente por completo de que las formas del arte, de la ciencia, de la moral y de la política contemporáneas, son funciones de la realidad material, así como que la cultura burguesa, con su individualismo y racionalismo particular, echa sus raíces en las formas de la economía capitalista, cuyo símbolo máximo es el dinero.